# Jordi Gómez
Jordi Gómez García-Penche (* 24. Mai 1985 in Barcelona) ist ein spanischer Fußballspieler, der aktuell für Omonia Nikosia spielt.

## Karriere
Gómez spielte seit seiner Jugend beim FC Barcelona. In der Reservemannschaft der Katalanen stand er 59 mal auf dem Platz. 2007 wechselte er zum Stadtrivalen Espanyol Barcelona. Zunächst spielte er auch dort in der B Mannschaft des Vereins. Sein Profidebüt gab er am 23. März 2008 gegen Real Murcia.
Am 6. Juni 2008 wurde er an Swansea City ausgeliehen. Zusammen mit seinem Teamkollegen Albert Serrán Polo wechselte er in die Football League Championship. Gómez erzielte im September den Siegtreffer im ersten Süd-Wales-Derby gegen Cardiff City seit sieben Jahren. Er beendete die Saison 2008/2009 mit insgesamt 12 Treffern in der Liga. Während seiner Leihzeit in Wales war er Stammspieler der Mannschaft.
Er kehrte zu Espanyol zurück, wurde aber sofort an Wigan Athletic verkauft. Am 19. Juni 2009 unterschrieb er einen Drei-Jahres-Vertrag. Die Ablöse betrug £1,7 Millionen. Roberto Martínez, Trainer bei Wigan, trainierte ihn vorher auch bei Swansea. Sein erstes Spiel in der Premier League fand am 15. August 2010 gegen Aston Villa statt.
Im Europa-League-Spiel Omonia Nikosia gegen PSV Eindhoven am 29. Oktober 2020 traf Gómez aus über 50 m ins Tor und stellte damit einen neuen Rekord in der Europa League für den Treffer aus der weitesten Distanz auf. Der vorherige Rekord war erst eine Woche zuvor von Kemar Roofe aufgestellt worden (49,9 m).